# 住友理工
住友理工株式会社（すみともりこう、英: SUMITOMO RIKO COMPANY LIMITED. ）は、愛知県に本社を置く住友グループの高機能ゴム・樹脂製造企業。住友グループ広報委員会に属する。
自動車用防振ゴム・ホース部門は国内トップシェアであるほか、プリンター部品などのIT関連部門、橋梁・住宅関連などの産業資材部門にも注力している。住友電装（旧東海電線）と兄弟会社である。

## 主力製品・事業
- 自動車・列車用防振ゴム・ホース

世界シェアNo.1
- プリンター部品
- 産業資材
- 住宅用制震装置

## 主要事業所
- グローバル本社 - 名古屋市中村区名駅1丁目1-1JPタワー名古屋
- 小牧本社・小牧製作所 - 愛知県小牧市東3丁目1
- 埼玉事業所 ‐ 埼玉県上尾市大谷本郷255
- 松阪製作所 - 三重県松阪市鎌田町1001
- 富士裾野製作所 - 静岡県裾野市須山字平垣1220-8
- 京都事業所(住友理工ホーステックス株式会社) - 京都府綾部市とよさか町1
- 支社 - 東京、大阪
- 支店 - 広島
- 営業所 - 仙台、福岡、浜松、東京自動車営業部、宇都宮自動車営業部

## 沿革
- 1929年（昭和04年）12月 - 三重県四日市市に、昭和興業株式会社として設立し、ゴムベルトの製造開始。（資本金100万円）
- 1930年（昭和05年）01月 - 商号を蒲田調帯株式会社に変更し、平型ベルト・コンベヤベルトの製造を開始。
- 1937年（昭和12年）10月 - 株式会社住友電線製造所（現・住友電気工業株式会社）の経営参加により、商号を東海護謨工業株式会社に変更、ゴムベルト以外の工業用ゴム製品の製造にも着手。
- 1941年（昭和16年）03月 - 二葉護謨株式会社（兵庫県芦屋市）を合併、甲南工場とする。
- 1942年（昭和17年）04月 - 株式会社（岡山市）渡邊ゴム工業所を合併、岡山工場（後に岡山製作所）とする。
- 1942年（昭和17年）04月 - 編上式・布巻式ホースの製造を開始。
- 1943年（昭和18年）08月 - 笹川紡織株式会社（三重県松阪市）を合併、松阪工場（現・松阪製作所）とする。
- 1945年（昭和20年）07月 - 甲南工場の設備を岡山及び松阪工場へ移転して同工場は閉鎖。
- 1949年（昭和24年）07月 - 名古屋証券取引所に株式を上場。
- 1954年（昭和29年）02月 - 防振ゴムの試作に成功、製造を開始。
- 1960年（昭和35年）11月 - 小牧工場（現・小牧製作所）操業開始。
- 1961年（昭和36年）11月 - 商号を東海ゴム工業株式会社に変更。
- 1964年（昭和39年）12月 - 本社を小牧市に移転。
- 1966年（昭和41年）10月 - 生産合理化のため四日市工場の設備を小牧及び松阪工場へ品種別に集中し、同工場を閉鎖。
- 1968年（昭和43年）05月 - 小牧に東海化成工業株式会社を設立。（現・連結子会社）
- 1977年（昭和52年）06月 - 岡山工場を同一市内の新工場へ移転。
- 1981年（昭和56年）06月 - 液体封入式エンジンマウントの製造を開始。
- 1984年（昭和59年）03月 - OA機器用樹脂部品の製造を開始。
- 1988年（昭和63年）01月 - 米国に現地法人 DTR INDUSTRIES, Inc.を設立。.（現・連結子会社）
- 1990年（平成02年）06月 - 静岡県裾野市の富士裾野工場の操業を開始。（現・富士裾野製作所）
- 1994年（平成06年）02月 - 東京証券取引所市場第二部に株式を上場。
- 1995年（平成07年）
  - 7月 - タイ国に現地法人TOKAI EASTERN RUBBER (THAILAND) Ltd.を設立。（現・連結子会社）
  - 12月 - 中国に現地法人東海橡塑（天津）有限公司を設立。（現・連結子会社）
- 1996年（平成08年）
  - 8月 - 米国に現地法人TRI USA, Inc.及びDTR TENNESSEE, Inc.を設立。（現・連結子会社）
  - 9月 - 東京・名古屋両証券取引所の市場第一部銘柄に指定。
- 1998年（平成10年）2月 - 大分県豊後高田市に株式会社TRI大分AEを設立。（現・株式会社住理工大分AE、連結子会社）
- 1999年（平成11年）7月 - ポーランド共和国に現地法人TRI (POLAND) Sp.z o.o.を設立。（現・連結子会社）
- 2001年（平成13年）6月 - タイ国に合弁会社INOAC TOKAI (THAILAND) Co., Ltd.を設立。（現・関係会社）
- 2002年（平成14年）
  - 04月 - 米国に現地法人TRI TECHNICAL CENTER USA, Inc.を設立。（現・関係会社）
  - 10月 - 香港に現地法人東海橡塑工業香港有限公司を設立。（現・連結子会社）
- 2003年（平成15年）
  - 02月 - 中国に現地法人東海橡塑模具（天津）有限公司を設立。（現・連結子会社）
  - 03月 - 中国に現地法人東海軟管（大連）有限公司を設立。（現・連結子会社）
  - 09月 - 中国に現地法人東海橡塑（嘉興）有限公司を設立。（現・連結子会社）
  - 10月 - コンベヤベルト事業に関わる営業権をバンドー化学株式会社に譲渡。
  - 12月 - 中国に現地法人東海橡塑（広州）有限公司（現・連結子会社）を設立。
- 2004年（平成16年）
  - 01月 - 中国に現地法人東海化成（天津）汽車部品有限公司を設立。（現・連結子会社）
  - 04月 - 中国に現地法人東海橡塑（合肥）有限公司を設立。（現・連結子会社）
  - 06月 - 執行役員制度導入。
  - 11月 - インドにTOKAI IMPERIAL RUBBER INDIA PRIVATE,LIMITED.を設立。（現・連結子会社）
  - 12月 - 株式会社TRI九州（現・株式会社住理工九州）及び株式会社東海化成九州を設立。（現・連結子会社）
- 2008年（平成20年）05月 - インドにTOKAI RUBBER AUTO-PARTS INDIA PRIVATE,LIMITED.を設立。（現・非連結子会社）
- 2010年（平成22年）03月 - 生産拠点集約のため、岡山製作所の設備を小牧製作所及びTRI九州へ移転し同製作所を閉鎖。
- 2011年（平成23年）03月 - 中国に現地法人環宇東海橡塑(天津)有限公司を設立。（現・非連結子会社）
- 2014年（平成26年）10月 - 商号を住友理工株式会社に変更[5][6]。
- 2016年（平成28年）1月4日 - JPタワー名古屋16・17階にグローバル本社を開設[7]。登記上の本店は小牧市のままとした[7]。
- 2017年（平成29年） - 新事業開発センターを設立（愛知県小牧市）
- 2018年（平成30年） - 産業用ホース子会社2社を統合して住友理工ホーステックス株式会社を発足（京都府綾部市）。IoTデバイスセンターを設立（愛知県小牧市）。
- 2019年（令和元年） - ゴムシール材製造会社・株式会社住理工ファインエラストマーを吸収合併し、埼玉事業所を開設（埼玉県上尾市）。

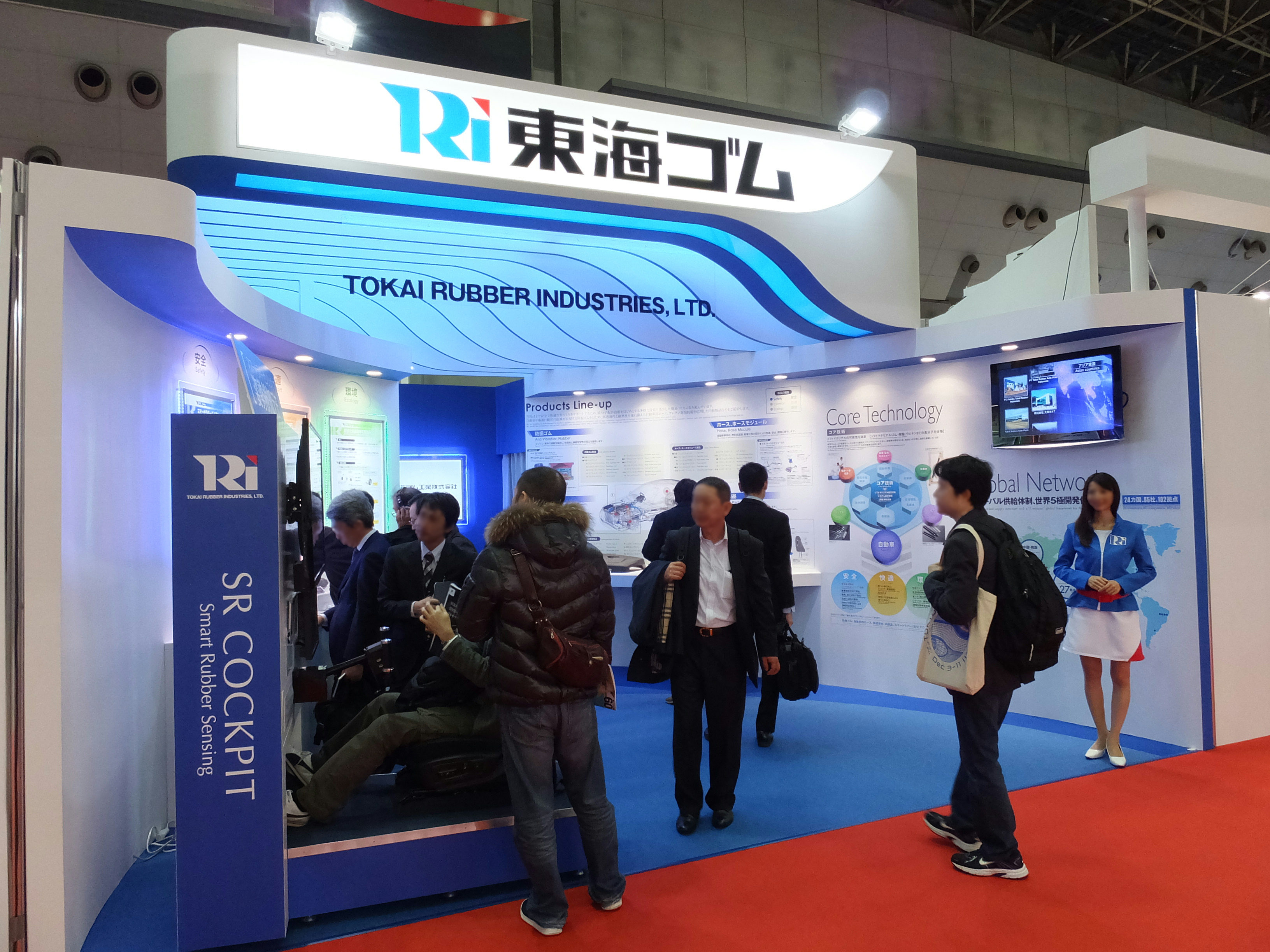
東京モーターショー2013に（旧名称での）出展時のブース
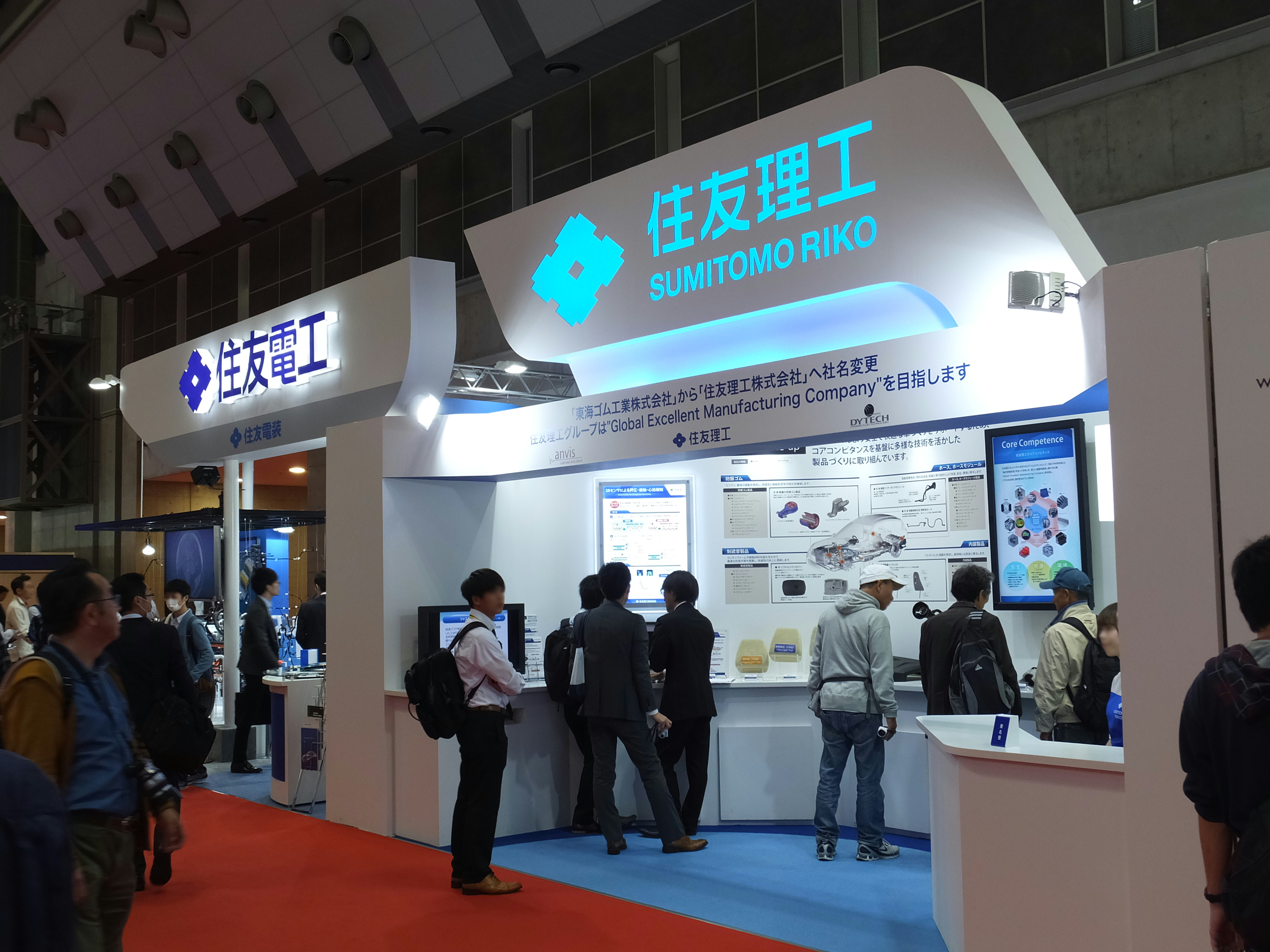
東京モーターショー2015に住友電工と共に出展
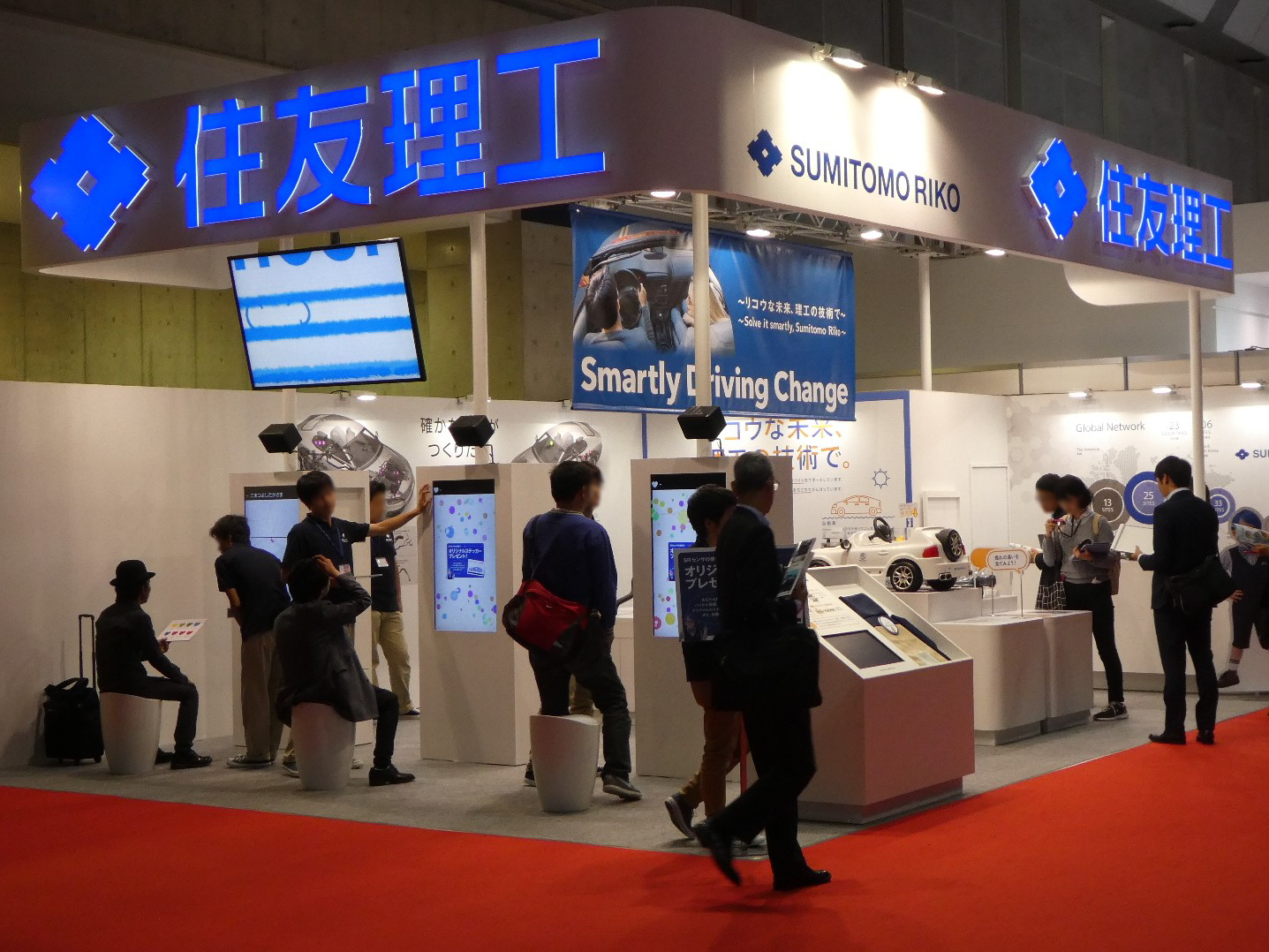
東京モーターショー2017に出展時のブース

## 主要関係会社

### 国内グループ企業
上記の通り2014年10月期をもって社名変更を行うため、以下の系列・関連企業は順次変更の可能性あり。
- 東海化成工業 - 自動車部品の製造・販売
- 住理工大分AE - 精密機器部品の製造
- 住理工メテックス - 各種機械金属製品の製造および販売
- TRIサイタマ - 精密ゴム製品の製造および販売
- 住理工エンジニアリング - 各種工作機械・部品・機械工具の製造
- 住理工商事 - 防振ゴムの販売、土木・建築用資材等の製造・販売、健康介護用製品の販売
- 松阪東海サービス - 工業用ゴム製品の加工・仕入れ業務
- 住理工ホース販売 - 工業用ゴム・樹脂製品の販売

### 海外グループ企業
- TRI USA, Inc.